# Foessa
De Foessa (Russisch: Фусса) is een vulkaan op het eiland Paramoesjir dat deel uitmaakt van de noordelijke Koerilen. Het eiland behoort thans tot Rusland, maar in het verleden tot Japan. De 1772 meter hoge stratovulkaan kent als enige historische uitbarsting die van 1854.